# 幽谷图
《幽谷图》为北宋画家郭熙（1023－约1085）的山水画代表作之一，这是一幅绢本墨笔画，纵168厘米，横53.6厘米，现藏于上海博物馆。
《幽谷图》描绘冬日雪后惨淡萧条的北方山川风貌，采用“三远”构图法中的高远构图，表现幽深千丈的沟壑，断崖绝壁陡立，险峻雄奇，枯树萧瑟苍凉。
《幽谷图 》在北宋由内府收藏，著录于北宋《宣和画谱》卷一一。现藏上海博物馆。